# مارسلا پاز
مارسلا پاز (به انگلیسی: Marcela Paz)
(۲۸ فوریهٔ ۱۹۰۲ – ۱۲ ژوئن ۱۹۸۵) تخلص استر هونئوس راموس فالا سالاس د کلارو، نویسنده اهل شیلی بود. او همچنین از نامهای پائولا دو لا سیرا، لوکیم روتس، پ. نکا و خوانیتا گودوی استفاده می‌کرد. وی دریافت کننده جایزه ملی ادبیات بود.

## سال‌های اول
مارسلا پاز در ۲۸ فوریه ۱۹۰۲ در سانتیاگو، شیلی زاده شد. (با اینکه زندگی‌نامه وی نشان می‌دهد که وی در ۲۹ فوریه به دنیا آمد؛ اما ۱۹۰۲ سال کبیسه نبود و ۲۹ فوریه نداشته‌است)
وی در خانواده ای مرفه به دنیا آمد و دومین فرزند از هشت فرزند فرانسیسکو هونئوس گانا و ماریا ترزا سالاس سابکرزا بود. از زمان جوانی، به ویژه پس از مرگ آنیتا، خواهر بزرگترش، هنگامی که استر تنها ۱۱ سال داشت به تنهایی و در خیال پناه برد.
استر هرگز به یک مدرسه رسمی نرفت. در سال ۱۹۲۹ به فرانسه رفت و در طی چند ماه دوره‌های هنرهای تجسمی را فرا گرفت.

## مرگ و مصیبت‌ها
مارسلا پاز در سن ۸۳ سالگی در ۱۲ ژوئن ۱۹۸۵ در سانتیاگو، شیلی درگذشت.
در ۲۹ فوریه (!)، ۲۰۱۲، گوگل شیلی مارسلا پاز را با تولد ویژه دودل تجلیل کرد و اظهار داشت: "۱۱۰º aniversario del nacimiento de Marcela Paz, fecha entregada por la familia de Marcela Paz" باید توجه داشت که سال ۱۹۰۲ سال کبیسه نبوده‌است بنابراین تاریخ ۲۹ فوریه ۱۹۰۲ وجود نداشت.